# EuroBrun ER189
Az EuroBrun ER189 egy Formula–1-es versenyautó, amellyel az EuroBrun csapat versenyzett az 1989-es Formula–1 világbajnokság során, valamint az 1990-es idényben ER189B típusmegjelölésű változatával. Pilótái 1989-ben Oscar Larrauri és Gregor Foitek voltak, 1990-ben pedig Roberto Moreno és Claudio Langes.

## Áttekintés
1989-ben a csapat egyetlen versenyzővel nevezett, így Gregor Foitek volt az, aki az ER189-est pályára vihette a brit nagydíjon. A kasztni alapjai az ER188-asén nyugodtak, így George Ryton tervező nem tudott csodát tenni. Foitek egyetlen prekvalifikáción sem jutott túl, amit az autóval teljesített, így hát a belga nagydíjat követően megvált tőle a csapat, és visszatért Larrauri. Ő sem ért el azonban jobb eredményeket. Mivel az autóval egyszer sem jutottak át a prekvalifikáción, és az egész idényben mindössze a szezonnyitón sikerült bejutniuk egyáltalán az időmérő edzésre, így a csapat az utolsó helyen zárta az 1989-es bajnoki idényt - még a hozzájuk hasonlóan reménytelen helyzetben lévő Zakspeed is megelőzte őket.
Habár a csapat anyagi helyzete katasztrofális volt, általános meglepetésre 1990-re is beneveztek, méghozzá két autóval. Eredetileg a Roberto Moreno - Enrico Bertaggia párost nevezték meg, majd végül az utóbbi helyett Claudio Langes ülhetett a második autóba, aki fizetős pilóta volt. A szezont megelőzően Walter Brun bevásárolta magát a Neotech motorgyártó cégbe, és a tervei szerint az ő V12-es motorjaik hajtották volna az autókat, amelyek teljesen új tervezések lettek volna. Az ER190-es modell azonban végül nem készülhetett el, hanem helyette az ER189-est kellett áttervezni, immár ER189B néven. A legfontosabb újítás a nyomórudas első felfüggesztés lett, valamint a McLaren autóira emlékeztető motorborítás, illetve próbáltak az autó össztömegén is faragni. Miután nem készültek el pénzhiány miatt a Neotech-motorok sem, maradtak a Judd V8-asainál. A kasztnit az előző évi narancsszínűről metálszürkére festették át.
Nagy meglepetésre Moreno a szezonnyitó amerikai nagydíjra is kvalifikálni tudta magát, miután a Pirelli abroncsok meglepően jól működtek az autón. Habár öt kört kapott, de végül a 13. helyen intették le, amivel két év után a csapat először tudott befejezni egy nagydíjat. Brazíliában aztán folytatódott a kudarcsorozat: Langes a prekvalifikáción kapott 15 másodpercet a továbbjutótól. Imolában Moreno újra elindulhatott a futamon, de már az első körben kiesett. Általánosságban is elmondható volt, hogy Moreno volt a jobb pilóta, és míg azért legalább az időmérő edzésig eljutott, Langes még a prekvalifikációt se tudta megugrani. Mexikóban Morenót kizárták, mert az időmérő edzésen az autója megpördült és megállt, a pályabírók pedig segítettek neki betolni, ami tiltott segítségnek minősült. Ugyan később ezt a szabályt felülvizsgálták, és eltörölték az időmérőkön történő alkalmazását, ez már nem segített Morenón.
Innentől kezdve a csapat soha többé nem tudott túl a prekvalifikáción, még úgy sem, hogy a belga nagydíjtól kezdve a Monteverdi Onyx csapat már visszalépett. A csapat ráadásul csak a harmatgyenge, a Formula–1-es tempót is teljesíteni képtelen Life csapatot volt képes megelőzni önerőből. Langes pozíciója is inogni kezdett, mert nem hozta a várt pénzmennyiséget, de végül maradhatott. 14 próbálkozásból egyszer sem sikerült kvalifikálnia, ami rekord. A kudarcok miatt az EuroBrun a spanyol nagydíjat követően visszalépett, és többé nem is vett részt a sportágban.
Az autó 1990 decemberében részt vett a Bolognában tartott beltéri Formula–1-es kupán, ahol Andrea Montermini és Domenico Schiattarella vezethették.

## Eredmények
| Év   | Kasztni | Motor   | Gumik | Pilóták        | Futamok | Futamok | Futamok | Futamok | Futamok | Futamok | Futamok | Futamok | Futamok | Futamok | Futamok | Futamok | Futamok | Futamok | Futamok | Futamok | Pontok | Helyezés |
| Év   | Kasztni | Motor   | Gumik | Pilóták        | BRA     | SMR     | MON     | MEX     | USA     | CAN     | FRA     | GBR     | GER     | HUN     | BEL     | ITA     | POR     | ESP     | JPN     | AUS     | Pontok | Helyezés |
| ---- | ------- | ------- | ----- | -------------- | ------- | ------- | ------- | ------- | ------- | ------- | ------- | ------- | ------- | ------- | ------- | ------- | ------- | ------- | ------- | ------- | ------ | -------- |
| 1989 | ER189   | Judd CV | P     | Gregor Foitek  |         |         |         |         |         |         |         |         | NPK     | NPK     |         |         |         |         |         |         | 0      | -        |
| 1989 | ER189   | Judd CV | P     | Oscar Larrauri |         |         |         |         |         |         |         |         |         |         |         | NPK     | NPK     | NPK     | NPK     | NPK     | 0      | -        |
| 1990 | ER189B  | Judd CV | P     |                | USA     | BRA     | SMR     | MON     | CAN     | MEX     | FRA     | GBR     | GER     | HUN     | BEL     | ITA     | POR     | ESP     | JPN     | AUS     | 0      | -        |
| 1990 | ER189B  | Judd CV | P     | Roberto Moreno | 13      | NPK     | KI      | NK      | NK      | KIZ     | NPK     | NPK     | NPK     | NPK     | NPK     | NPK     | NPK     | NPK     |         |         | 0      | -        |
| 1990 | ER189B  | Judd CV | P     | Claudio Langes | NPK     | NPK     | NPK     | NPK     | NPK     | NPK     | NPK     | NPK     | NPK     | NPK     | NPK     | NPK     | NPK     | NPK     |         |         | 0      | -        |

## Forráshivatkozások
1. 1 2  Az EuroBrun-sztori… (magyar nyelven). Napi F1 sztori, 2020. április 3. (Hozzáférés: 2025. március 5.)
2. ↑  Claudio LANGES • STATS F1. www.statsf1.com. (Hozzáférés: 2025. március 5.)
3. ↑  Bologna Sprint. www.silhouet.com. (Hozzáférés: 2025. március 5.)